# Stazione di Spigno
Stazione di Spigno vasútállomás Olaszországban, Spigno Monferrato településen.

## Vasútvonalak
Az állomást az alábbi vasútvonalak érintik:
- Alessandria–San Giuseppe di Cairo-vasútvonal

## Kapcsolódó állomások
A vasútállomáshoz az alábbi állomások vannak a legközelebb:
- Stazione di Mombaldone-Roccaverano
- Stazione di Merana